# Улица Токтогула
У́лица Токтогу́ла (кирг. Токтогул көчөсү) — улица в центре Бишкека — столицы Кыргызстана.

## География
Улица проходит по территории Свердловского, Первомайского и Ленинского районов столицы, пересекая почти весь исторический центр города с востока на запад. Начинается от улицы Торекула Айтматова, проходит по мосту над рекой Аламедин, далее идёт параллельно главному в городе проспекту Чуй. Пересекает улица Абдрахманова, проспект Эркиндик, улицы Раззакова, Логвиненко, проспект Манаса и другие важные улицы центральной части города. После пересечения с улицей Бейшеналиевой проходит по мосту над рекой Ала-Арча и меняет направление, уходя на юго-запад и заканчиваясь у Московской улицы. Длина проезжей части улицы Токтогула составляет около 5 километров.

## История
До 1924 года улица называлась Грязновской, затем была переименована в улицу Демьяна Бедного, в 1938 году получила своё сегодняшнее имя в честь акына Токтогула Сатылганова.

## Застройка
На разных участках улицы доминируют разные типы застройки — встречаются частные дома, здания сталинской застройки, более поздние советские многоэтажки и современные здания.
- дом 68 — Национальная школа-лицей инновационных технологий имени А. Молдокулова
- дом 77 — ГУВД города Бишкек
- дом 105 — Центральный государственный архив Кыргызской Республики
- дом 109 — Кыргызский государственный музей литературы и искусства имени Токтогула Сатылганова
- дом 125 — гостиница «Семетей»
- дом 125/1 — бизнес-центр Avangard
- дом 256 — Завод по производству пива и безалкогольных напитков «Арпа»
- дом 259 — Ошский базар